# Eunice oliga
Eunice oliga är en ringmaskart som först beskrevs av Chamberlin 1919.  Eunice oliga ingår i släktet Eunice och familjen Eunicidae. Inga underarter finns listade i Catalogue of Life.